# Ulica Chełmińska w Toruniu
Ulica Chełmińska w Toruniu – jedna z głównych ulic Starego Miasta, biegnąca od Rynku Staromiejskiego do pl. Teatralnego. Dawniej zamykała ją gotycka Brama Chełmińska, wyburzona w końcu XIX w. Nazwa ulicy wiąże się z tym, że prowadziła w stronę Chełmna. Jest to jedna z niewielu ulic w Toruniu, której nazwa nie zmieniła się od średniowiecza. Od XV do końca XVII w. zamieszkana była głównie przez piwowarów, później zaczęli się przy niej osiedlać również bogatsi kupcy i urzędnicy miejscy. W okresie PRL nosiła nazwę ul. Feliksa Dzierżyńskiego.

## Zabudowa
Zabudowa murowana ulicy mogła zacząć powstawać już w końcu XIII w.; obecnie wskutek licznych przebudów, szczególnie w XIX w., fasady kamienic są w większości pozbawione charakteru gotyckiego. Ważniejsze budynki:
- nr 5, dawny spichrz, zbudowany w 1756 r., przebudowany w 1892 r. na mieszkania, ob. szkoła językowa
- nr 6, kamienica gotycka przebudowana na pocz. XIX w. (klasycystyczna fasada), z tylną elewacja gotycką oraz 3 oficynami na zrębie gotyckim
- nr 7, kamienica powstała z połączenia w 1865 r. dwóch kamienic gotyckich, z których jedna została przebudowana w XVII w.; wejściu zachował się XVII-wieczny barokowy portal z piaskowca[4]
- nr 9, kamienica gotycka o fasadzie klasycystycznej
- nr 11, kamienica powstała z dwóch kamienic gotyckich przebudowanych w okresie klasycyzmu, połączonych w XIX w.; mieściła Hotel Północny (Hotel du Nord, Hotel Nordisches Hof)
- nr 14, kamienica o gotyckiej fasadzie z XV w., przebudowana w XIX w., przebudowana i gruntownie restaurowana w 1939 r.
- nr 16, kamienica klasycystyczna na zrębie gotyckim
- nr 28, kamienice należące do burmistrza Jan Gotfryda Rösnera, gotyckie przebudowane w końcu XVII w., o fasadach ze stiukowymi dekoracjami oraz barokowym portalu[5].